# Раунский край
Ра́унский край (латыш. Raunas novads) — бывшая административно-территориальная единица в центральной части Латвии, в историко-культурной области Видземе. Край состоял из двух обособленных волостей, не граничащих друг с другом. Центром края являлось село Рауна.
Край был образован 1 июля 2009 года из части расформированного Цесисского района.
Площадь края составляла 309 км². Граничил с Приекульским, Смилтенским, Гулбенским, Яунпиебалгским и Вецпиебалгским краями.
1 июля 2021 года в ходе административно-территориальной реформы Латвии 2021 года, Раунский край был упразднён, а его волости переданы в состав укрупнённого Смилтенского края.

## Население
На 1 января 2020 года население края составляло 3186 человека. 
Национальный состав населения края по итогам переписи населения Латвии 2020 года:
| Национальность | Численность, чел. (2020) | %        |
| -------------- | ------------------------ | -------- |
| Латыши         | 2883                     | 90,49 %  |
| Русские        | 136                      | 4,27 %   |
| Белорусы       | 70                       | 2,20 %   |
| Поляки         | 41                       | 1,29 %   |
| Другие         | 56                       | 1,76 %   |
| всего          | 3186                     | 100,00 % |

## Территориальное деление
- Друстская волость (латыш. Drustu pagasts)
- Раунская волость (латыш. Raunas pagasts)